# Phyllonorycter alaskana
Phyllonorycter alaskana là một loài bướm đêm thuộc họ Gracillariidae. Nó được tìm thấy ở Hoa Kỳ (Alaska).
Ấu trùng ăn Alnus crispa sinuata và Alnus viridis sinuata. Chúng ăn lá nơi chúng làm tổ. Tổ nằm ở mặt dưới của lá.